# 서산 명종대왕 태실 및 비
서산 명종대왕 태실 및 비(瑞山 明宗大王 胎室 및 碑)는 대한민국 충청남도 서산시에 있는, 조선 제 13대 왕인 명종의 태를 묻었던 곳이다. 그 앞에는 태를 모신 것을 기념하기 위한 비 3기가 함께 자리하고 있다.
1986년 11월 19일 충청남도의 유형문화재 제121호로 지정되었다. 2018년 1월 31일 대한민국의 보물 지정 예고를 거쳐, 2018년 3월 26일 대한민국의 보물 제1976호 '서산 명종대왕 태실 및 비'로 승격되었다.

## 개요
태실은 왕이나 왕실 자손의 태를 모셔두는 작은 돌방으로, 이것은 조선 제 13대 왕인 명종의 태를 묻었던 곳이다. 그 앞에는 태를 모신 것을 기념하기 위한 비 3기가 함께 자리하고 있다.
명종은 중종의 둘째 아들이면서 인종의 아우로, 불교를 중흥하고, 비변사를 다시 설치했으며, 권문세가의 토지를 몰수하여 재분배하였다.
태실은 받침돌 위에 태를 넣은 둥근 몸돌을 올리고 지붕돌을 얹은 모습으로, 바깥에는 난간을 둘러놓았다. 비는 3기인데, 오른쪽의 비는 태실을 만들면서 함께 세운 것으로, 받침돌 위에 비몸을 세운 간단한 형태이다. 왼쪽의 비는 왕자전하의 태실비로, 받침돌 위에 비몸과 용을 새긴 머릿돌을 올린 모습이다. 가운데의 가장 크고 화려한 비는 주상전하의 태실비로, 거북받침 위에 비몸을 올리고 용을 새긴 머릿돌을 얹은 모습이다.
태실과 오른쪽의 비는 중종 33년(1538)에 세웠고, 왼쪽의 비는 명종 1년(1546)에 세운 것이다. 가운데 비는 숙종 31년(1711)에 세운 것으로, 3기 중 가장 늦게 만든 것이다.

## 보물 지정 사유
조선 왕실에서 자손이 태어나면 그 태(胎)를 태항아리에 봉안하고 태실을 조성하였다. 「서산 명종대왕 태실 및 비」는 조선 13대 왕 명종이 태어나던 1538년(중종 33년)에 의례에 따라 건립되었다. 태를 봉안한 태실(石室)과 ‘대군춘령아기씨태실비’ 1기가 먼저 건립되고, 명종이 즉위한 후 1546년 ‘주상전하태실비’ 1기, 1711년 ‘주상전하태실비’를 재건하면서 비석 1기를 추가로 건립하여 현재 태실 1기와 비 3기가 전한다.
태실은 8각형의 난간석을 두르고, 중앙에 태실을 배치했다. 태실의 머릿돌은 8각의 개첨석(盖簷石), 받침돌은 사방석(四方石)이고 몸돌은 중동석(中童石)으로 구분된다. 태실에 봉안되었던 태항아리(태호, 胎壺)와 지석(誌石)은 일제강점기인 1928년경 일제에 의해 경기도 고양 서삼릉(西三陵)으로 옮겨졌다. 이후 1996년 국립문화재연구소에서 발굴조사를 통해 수습하여 국립고궁박물관으로 이전 보관하고 있다.
태실과 함께 만든 ‘대군춘령아기씨태실비(大君椿齡阿只氏胎室)’는 비석 받침구멍인 비좌(碑座)와 비문을 새긴 비신(碑身), 비신 위에 올리는 옥개석인 이수(螭首)로 구성되었으며, 조선 전기에 건립된 태실 표석의 전형적인 양식을 갖추었다.
1546년 명종이 왕위를 이어받은 이후 태실을 가봉(加封)하면서 건립된 ‘주상전하태실비(主上殿下胎室碑)’는 비좌와 비신·이수를 갖추었는데, 비신이 대리석, 비좌는 귀롱대석(龜籠臺石, 거북과 용 모습의 돌)으로 만들어 위엄을 갖추었다. 1711년 추가로 지은 ‘주상전하태실비(主上殿下胎室碑)’는 1546년 조성되었던 본래의 귀롱대석 위에 비신과 이수를 새로 조각하여 건립하고 이전에 설치했던 비는 개수된 비의 오른쪽으로 옮겨서 설치하였다.
조선 왕실의 많은 태실이 본래의 자리에서 옮겨졌거나, 변형된 경우가 상당한 데 비하여 「서산 명종대왕 태실 및 비」는 『조선왕조실록』등에 관련 기록이 상세히 전해져 있고, 원래의 자리에 온전하게 남아 있으면서 주변 지형 등 환경까지도 비교적 잘 보존되어 있어 문화재적 가치가 더욱 크다.
특히, 태실과 가봉태실, 가봉개수태실의 변천 과정까지 한눈에 살펴볼 수 있고 조선 왕실의 태의례(安胎儀禮)의 역사적 자료이자 한국미술사의 태실 연구 자료로서도 그 가치가 뛰어나다.

## 현지 안내문
명종대왕 태실과 비는 조선 명종(재위 1545~1567)의 태를 안치한 태실과 그것을 기념하여 세운 비이다. 그로 인해 이곳을 태봉산이라고 부른다.
명종은 중종의 둘째 아들로 인종의 아우이다. 중종이 죽고 인종이 즉위하였으나, 재위 8개월 만에 죽자 당시 12살이었던 명종이 즉위하였는데, 나이가 어려 어머니 문정왕후가 대리하여 국정을 수행하였다.
태실은 중종 33년(1538년)에 만들었으며 명종 원년(1546년)에 태실비를 건립하고 숙종 37년(1711년)에 비를 다시 세웠다. 현재의 태실은 1975년 복원한 것이다. 태실비의 높이는 2.0m로 화강암으로 만들었다.

## 사진

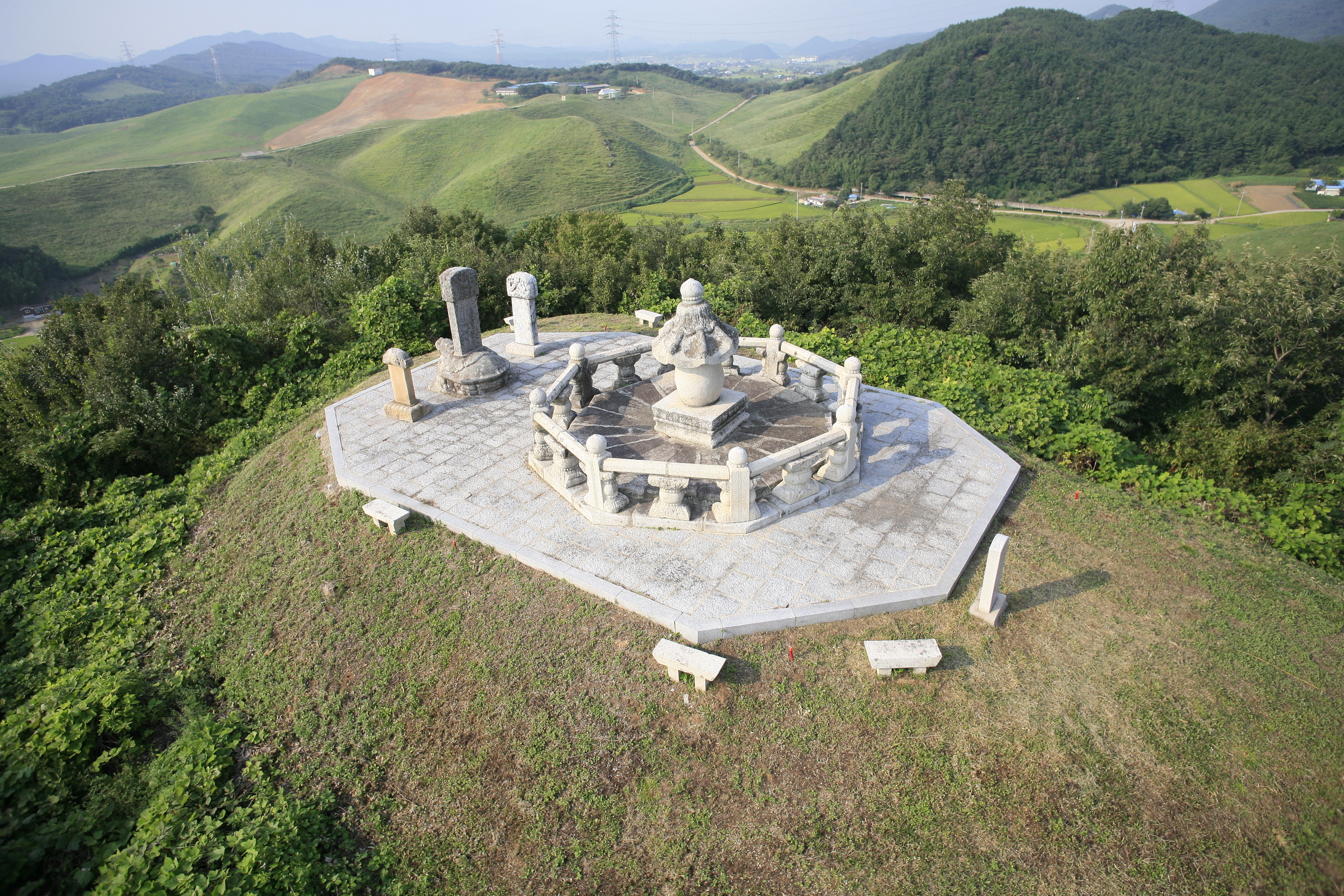
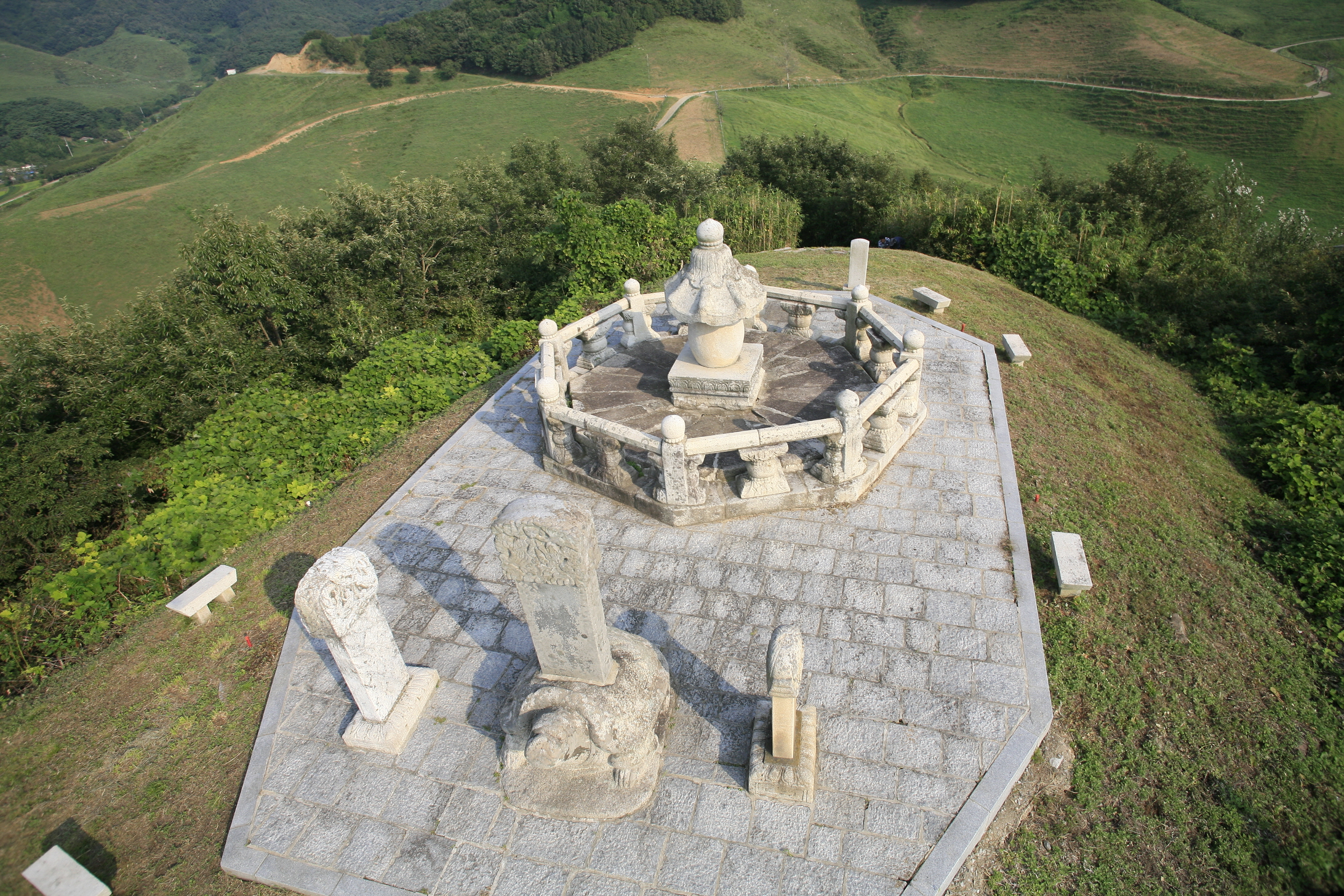

## 참고 자료
- 서산 명종대왕 태실 및 비 - 국가유산청 국가유산포털